# Reducción del estrés basada en la atención plena
La reducción del estrés basada en la atención plena (REBAP) (Mindfulness-Based Stress Reduction - MBSR) es un programa estructurado de medicina complementaria que utiliza técnicas de atención plena orientado a aliviar el dolor y mejorar el bienestar físico y emocional de individuos que padecen una variedad de enfermedades o trastornos, aunque también se ha utilizado en sujetos sanos.  Creado por el doctor Jon Kabat-Zinn en la Escuela de Medicina de la Universidad de Massachusetts (University of Massachusetts Medical School) los programas REBAP y en general las técnicas de atención plena tienen sus raíces en las enseñanzas del budismo.

## Concepto
La base de la REBAP es la práctica de la atención plena, definida por su creador como la "atención momento a momento a la experiencia presente, sin hacer juicios y con una actitud de aceptación". La práctica de esta técnica pretende enseñar a la mente a prestar atención al presente postulando que la disminución de las preocupaciones acerca del pasado y el futuro puede ayudar a aumentar la aceptación y disminuir el estrés.
El concepto de atención plena, originado en el budismo, no tiene naturaleza religiosa ni esotérica: es descrita como atención desapasionada, no evaluativa, y sostenida momento a momento, sobre los estados y procesos mentales perceptibles, lo que incluye sensaciones físicas, percepciones, estados afectivos, pensamientos e imaginación. Se pretende desapasionada y no evaluativa: implica prestar atención sostenida al contenido mental pero sin pensar sobre él, sin compararlo, ni evaluarlo de manera alguna.
El programa pretende constituir un método menos invasivo de conseguir una mejoría de pacientes con enfermedades con dolores crónicos, reducción en el estrés, ayuda con los desórdenes de la alimentación y la depresión e incremento de la sensación de bienestar  y afirma lograr desde un incremento en la habilidad del sistema inmunológico del cuerpo para protegerlo contra enfermedades[cita requerida] hasta un cambio del uso de la corteza cerebral prefrontal derecha, asociada con la ansiedad, depresión y rechazo, hacia la corteza prefrontal izquierda, asociada con el bienestar[cita requerida].
Un estudio afirma que los participantes en programas REBAP que tenían disminuciones en ansiedad, tensión psicológica y depresión, también mostraban un aumento en la empatía; y otro de la Escuela de Medicina de la Universidad de Massachusetts plantea que después de completar un curso de REBAP los participantes mostraban un incremento en la materia gris en áreas de sus cerebros importantes para el aprendizaje, memoria y emociones. Un estudio en enero de 2011 en la publicación "Investigación psiquiátrica: neuroimagen" (Psychiatry Research: Neuroimaging), basada sobre  imágenes anatómicas por resonancia magnética (IRM o MRI) de participantes de cursos de Reducción del Estrés Basada en la Atención Plena (REBAP), sugirió que "la participación en REBAP está asociada con cambios en la concentración de materia gris en regiones del cerebro involucradas en los procesos de aprendizaje y memoria, regulación emocional, procesamiento autoreferencial, y toma de perspectiva"